# 夢想成為魔法少女
《夢想成為魔法少女》是小野中彰大作画的日本漫画作品。於竹書房的，于2019年3月30日起开始連載。
在2023年3月16日正式宣佈電視動畫化，於2024年1月至3月播放。2024年10月5日宣布製作第2季。

## 劇情簡介
原本期望能成为魔法少女的女主柊舞緹娜，某天突然遇到像吉祥物的生物，却获得能变成邪恶组织女干部的能力，并与原本憧憬的魔法少女们对抗。

## 登場人物

### 艾諾爾米塔
柊舞緹娜（聲：和泉風花）
本作主人公中学生。被維那利塔算計而被逼成為惡之組織「艾諾爾米塔」的新人女幹部，拥有通过手中的皮鞭击打事物来进行魔物创造。
原本憧憬魔法少女，希望能成為魔法少女，因此最初發現成為女幹部感到非常抗拒。但在與魔法少女們戰鬥過後，漸漸發現自己其實是希望看到魔法少女痛苦掙扎的表情，並對此感到興奮，热诚于用凌辱的方式培养真正的魔法少女精神，乐于亲身目睹见证魔法少女们跨过自身所设下困难，并且从中得到成长时，而感到无上的喜悦。
擅長手工藝。平時古里栖的娃娃都是由舞緹娜幫忙修復（其中作為機器子原型之一的洋娃娃是舞緹娜幫古里栖修復的第一個玩具）。甚至會獨自使用電烙鐵改造古里栖的玩具屋。
內戰勝利後，被維那利塔任命為惡之組織新的首領（總帥）。
瑪吉雅邪惡
舞緹娜的變身狀態，真化形態為「夜蜘蛛之帳」（夜蜘蛛の帳（よくものとばり）），常态变身时只有二星魔力，当进入兴奋模式时，头上的发饰化作牛角状，背后的蝠翼会化作由多颗巨大的黑之星所构成的魔翼，魔力也会因此增涨到最低八星，同时随着兴奋程度的增加，她的黑之星也会随之增加，在该状态下甚至能够通过指尖接触的方式来制造魔物，在真化狀態下獲得的新能力基本上都跟蜘蛛有關，不但能使用以蜘蛛網束縛敵人的招式「怨恨之巢」（マリスネスト），披風還能變化為巨大的結界「蜘蛛的天蓋」（蜘蛛の天蓋（バルダギン•アラクネ））讓自身和敵人進入其中，從外面來看是個巨大的黑色半圓形結界。
正式覺醒真化形態的時間點不明，只能確定是在暴走事件後的某個時間點，是後期維那利塔向她提到，她才得知自己已經處於隨時能使用真化的狀態，是幹部中第二個掌握真化形態的成員。
瑪吉雅邪惡•極致醜惡之花
舞緹娜因魔力暴走而短暫變化的形態，此時的舞緹娜處於毫無意識只有本能的狀態，能夠將魔力注入他人體內使其成為自己的傀儡（而正是這個能力讓遙的真化變異為了「暗黑真化」），此形態的舞緹娜最終因被小詩音們擊敗而回復正常。
阿良河琪舞（聲：古賀葵）
惡之組織「艾諾爾米塔」的女幹部，對自己樣貌相當自信，身材娇小，但胸部很大。使用着制造和操纵炸弹的魔法。喜歡上傳自拍照，因為鋒頭被魔法少女搶走，因此在維那利塔招納時，很快便接受邀請。
比舞緹娜早加入組織，挑釁新人舞緹娜卻被降服，之後對舞緹娜死心塌地。
原為外校生，迷上舞緹娜後，迅速便轉學到舞緹娜的班上，成為同學。
獵豹
琪舞的變身狀態，真化形態為「強爆形態」（クソつよステイト），实际上本身其实是拥有三星魔力，但由于自身破坏力很容易反噬自身的关系，才会使用军服约束自身能力。
因着舞缇娜的快速成长而逐渐无法跟上她的脚步，在为了以其并肩作战的强烈渴望之下成为干部们中第一个掌握真化形态的干部。
杜乃古里栖（聲：杉浦栞）
在舞緹娜之後加入惡之組織「艾諾爾米塔」的女幹部，是个孤僻不爱说话的小學生，但表情會很明顯的表現在臉上。喜欢玩偶，跟舞緹娜關係良好。
尼祿愛莉絲
古里栖的變身狀態。可以操縱絨毛動物玩偶進入攻擊。主要的戰鬥方法是先將目標限制在玩具屋内，再執行攻擊或治療的可選操作。
機器子
惡之組織「艾諾爾米塔」的戰鬥機器人，原本是古里栖的洋娃娃和機器人模型，後來藉舞緹娜和古里栖的魔力合而為一，並在從兩者的魔力中獨立出來的同時擁有著自我意識。
在還是玩具時，由於作為其原型的兩個玩具對古里栖來說有著特殊的意義（洋娃娃是被舞緹娜親手修復的，機器人模型則是由琪舞贈與並由其親手組裝），對她而言已經是朋友而非單純的玩具，因此古里栖從未用它們來戰鬥，也因為它們想要回報一直以來珍惜它們的古里栖的關係，所以在被古里栖和舞緹娜的魔力影響時它們才會當場從兩者的魔力中獨立出來，成為了特殊的生命體。
阿古屋真珠（聲：相坂優歌）
惡之組織「艾諾爾米塔」的女幹部，曾主旅團的一員，因為參與魔法少女狩獵，而一開始未出場。
喜歡唱歌，希望成為歌手出道，但平时歌藝和原創歌詞的評價都不高，只有极度羞耻的状态下歌藝水评才能到达一流的水准。
與娞摩為幼稚園認識的好友，敗於舞緹娜一夥後，反投靠舞緹娜。
洛可慕斯卡
真珠的變身狀態。将声音以声波的形式射出进行攻击。
姊母娞摩（聲：津田美波）
惡之組織「艾諾爾米塔」的女幹部，主旅團的一員，因為參與魔法少女狩獵，而一開始未出場。
與真珠自幼稚園便認識，雖然兩人喜歡鬥嘴，但還是對真珠很上心，加入组织也是为了和真珠在一起，为了让真珠不难过，常常在瞒着真珠的情况下，操纵大量普通人参加她所举办的演唱会。
被舞緹娜打到后與真珠一同投靠舞緹娜。
萊貝爾布魯姆
娞摩的變身狀態。通过操纵影子的魔法可以限制或是操控他人的身体。

#### 主旅團
君王艾露諾（聲：日笠陽子）
本名「田中滿子」，曾經為惡之組織「艾諾爾米塔」的女幹部，主旅團的首領，組織到外地狩獵魔法少女。拥有自如创造并操控粘液状魔物的能力，被形容各方面都和舞缇娜很像。以征服世界为目标，带领最初的成员进行「魔法少女狩猎」。
認為舞緹娜的作風過於溫吞，而對維那利塔發起反叛，意圖奪權。
與其他人不同，其龐大的魔力只是由維那利塔暫借，因此真實實力不及舞緹娜。
內戰敗北後，意圖逃亡時，但被維那利塔與修女奇苷特截住，從維那利塔口中得知，自己只是被當成用以激發柊舞緹娜潛能的一次性道具，被修女奇苷特暗中處理而身負重傷。被多田蘭朵所救，二人及蘭朵的朋友桃森百花成為魔法少女小詩音們，自己以新身份“忌田诗音／伊弥塔希奥”，以向柊舞緹娜和艾諾爾米塔眾人復仇為目標。
伊彌塔希奧
滿子的變身形態，跟君王艾露諾時期不同，此形態是滿子以自己的魔力變身而成的，初次變身就擁有足以使用真化的強大魔力，基礎主色為黑色，武器為大劍，真化形態名稱不明，只能得知由於受到曾被舞緹娜當小孩子打屁股的影響，在變身為真化形態時身體會幼兒化，而且由於為了復仇而長期練習控制魔力的關係，而得以長時間維持真化形態，就連日常生活時也會以此形態活動，這導致在初期根本無從得知其真身，就連「忌田詩音」這個名字也是將變身形態名字轉為漢字後取的假名，能力是對目標注入各種魔藥使其無力化。
修女奇苷特（聲：井上喜久子）
惡之組織「艾諾爾米塔」的女幹部，主旅團的一員，眼角下垂，眼睛總是看似在哭泣。擅长利用魔法改变身体大小，巨大化进行肉搏战。
內戰時，襲擊舞緹娜一夥，被獵豹攔截，一開始認為獵豹實力不如自己，但卻反被獵豹重創，雙方最後兩敗俱傷。內戰結束後，並未正式回歸組織。
與維那利塔關係密切。

### 特蕾絲瑪吉雅
花菱遙（聲：前田佳織里）
舞緹娜的同班同學，個性開朗活潑，對人友善，最初是學校裡少數會主動跟舞緹娜交談的人。
因為認識阻礙魔法作用的關係，與舞緹娜都未認出對方。她们并不知道彼此的真实身份。极度喜爱金针菇，做饭很好吃。有着一颗纯洁之心的正统魔法少女。
後期為了幫助其他二人覺醒了真化形態，但因為曾被暴走的舞緹娜注入魔力控制導致體內原有的魔力與其魔力混合的緣故，因此變成了暗黑真化形態，不但膚色在真化形態期間會變得黝黑，性格和服裝也變得相當色情，不過形態解除後會沒有變成真化形態期間的記憶。
瑪吉雅洋紅
遙的變身狀態。武器是長槍，有治癒的能力，“暗黑真化”形態為「墮落醫師」（フォールンメディック），在這個形態下能用頭髮壓制目標，並用手中變為針筒的長槍給予治療，且能藉由讓同伴對其做出色情行為借此回復她們的魔力或強化她們的力量，但由於這屬於特殊情況產生的真化，因此在能力上很多地方都與其原來的性格相悖。
水神小夜（聲：風間萬裕子）
舞緹娜的同班同學，家裡開神社，性格冷静。
瑪吉雅碧藍
小夜的變身狀態。武器是用冰製成的劍，能操作凍氣，真化形态为“薄冰巫女”（ウスライノミコ），在这个形态下可以不断积累自身所承受到伤害用于强化必杀技的威力。
一度想向瑪吉雅邪惡臣服，卻反被瑪吉雅邪惡訓斥其失去魔法少女的坚持后，通过瀑布修行领悟了魔法少女的真谛，成为了三人组中第一个掌握真化形态的魔法少女。
天川薰子（聲：池田海咲）
舞緹娜的同班同學，最晚加入特蕾絲瑪吉雅，說著一口京都話，意志堅定，戰鬥力很強。外表端莊，但私下打扮與作風都相當野性，能徒手擊打艾諾爾米塔的使魔，弱点是非常害怕章鱼。
與琪舞相性不合，不管變身前後，碰面時相當容易發生爭吵，对遥抱有着异样的感情。
瑪吉雅硫磺
薰子的變身狀態。平時負責防禦，但一脫離公眾視野時，便會展露本性，以巨大拳套狂暴地攻擊對手。
真化形态为“电击天使”（ブリッツエンゼル），能通过双手上的六枚手环状的饰品召唤出闪电之拳使出延绵不绝的打击，并且能通过手环饰品放出强力的电流。后期因着为了守护同伴的强烈信念，成为三人组中第二个觉醒真化形态的魔法少女。

### 吉祥物
維那利塔（聲：福圓美里）
像一隻黑貓的神秘生物，惡之組織「艾諾爾米塔」所屬，「艾諾爾米塔」的女幹部都是由祂招聘來的。
個性腹黑，最初誘騙舞緹娜加入組織，並以各種手段威脅舞緹娜不敢離職罷工。
認為舞緹娜很有潛力，因而任命舞緹娜為總帥。
為了激發舞緹娜的潛能，在內戰時故意把龐大魔力暫借予君王艾露諾。
真實目的不明，疑似在幕后推动魔法少女与干部双方掌握真化形态。
瓦茲（聲：阿澄佳奈）
魔法少女側的吉祥物。像一只白猫的神秘生物，劝诱花菱遙等人成为魔法少女。
個性善良，但有點少根筋，認為維那利塔只是一時使壞。

### 其他
花菱夏奈、花菱秋穗、花菱美冬（聲：小針彩希（夏奈）、森山由梨佳（秋穗）、盧婷（美冬））
小遙的妹妹們，四姐妹的名字剛好是春夏秋冬。

## 用語
艾诺尔米塔
本作中的恶役组织，故事前期主要是由君王艾露诺为主要领导人，该组织干部皆是由维那利塔所发掘而来，组织干部都是使用十字星型变成来进行变身，并且是以自身渴望作为魔力来源，目前唯一可以确定的是，该组织的主要目的是为了推动组织干部以及魔法少女双方觉醒真化形态。
特蕾丝玛吉娅
由魔法少女们为了对抗恶役组织所组建的互助团体，但实际上是分成许多小团体，以自身所在城市为基础划分领地来驻守，平时主要是以魔法少女的形象在所属城市中配合官方进行各种偶像活动，目前由于君王艾露诺带领主君团进行“魔法少女狩猎”关系，导致大量的魔法少女都已经失去联系。
真化
敌我双方都具备的一种进阶变身形态，具有远超常规形态的战斗力，魔法少女的必须是拥有强大的魔力以及信念才会觉醒，女干部则是需要突破界限的渴望才会觉醒，缺点是如果对魔力掌控不足，进入该形态后会无时无刻的消耗大量魔力而导致持续时间不长。
在某些特殊情況下真化形態會產生變異，例如瑪吉雅洋紅因為曾被瑪吉雅邪惡注入魔力的緣故，導致她體內除了本來原有的魔力還混雜了瑪吉雅邪惡的魔力，結果其真化型態因此變異為暗黑真化，能力雖然跟一般真化一樣只是原來能力的強化，但性格和能力表現形式會變得跟平時大相徑庭，且一旦解除就會失去真化期間的記憶。
魔法少女
恶之组织「艾诺尔米塔」的老对手，本质上拥有着信念与魔力等量的设定，信念越强大的人成为魔法少女之后就拥有越多的魔力。
跟基礎形態服裝就因人而異的女幹部們不同，魔法少女的服裝在基礎形態時只有顏色上的区别，要變身為真化形態才會有較大的差異。
黑之星
恶之组织「艾诺尔米塔」的女干部们用来划分自身魔力强度的象征，黑之星在女干部们身上出现得越多，魔力就越发强大，同时也会随着强烈高涨的渴望而随之增加。

## 出版書籍
| 集數 | 竹書房         | 竹書房                 | 東立出版社     | 東立出版社                                                  |
| 集數 | 發售日期       | ISBN                   | 發售日期       | ISBN                                                        |
| ---- | -------------- | ---------------------- | -------------- | ----------------------------------------------------------- |
| 1    | 2019年11月30日 | ISBN 978-4-8019-6809-7 | 2020年11月27日 | ISBN 978-957-26-5757-7                                      |
| 2    | 2020年4月30日  | ISBN 978-4-8019-6862-2 | 2023年3月9日   | ISBN 978-957-26-5758-4                                      |
| 3    | 2020年9月30日  | ISBN 978-4-8019-7073-1 | 2024年3月28日  | ISBN 978-626-02-1029-8                                      |
| 4    | 2021年2月27日  | ISBN 978-4-8019-7212-4 | 2024年6月14日  | ISBN 978-626-02-1605-4                                      |
| 5    | 2021年7月29日  | ISBN 978-4-8019-7372-5 | 2024年7月8日   | ISBN 978-626-02-1606-1                                      |
| 6    | 2021年12月27日 | ISBN 978-4-8019-7507-1 | 2024年8月9日   | ISBN 978-626-02-2133-1                                      |
| 7    | 2022年5月30日  | ISBN 978-4-8019-7635-1 | 2024年9月9日   | ISBN 978-626-02-2134-8                                      |
| 8    | 2022年10月17日 | ISBN 978-4-8019-7879-9 | 2024年10月8日  | ISBN 978-626-02-2708-1（首刷限定版） ISBN 978-626-02-2135-5 |
| 9    | 2023年3月16日  | ISBN 978-4-8019-7976-5 | 2024年11月4日  | ISBN 978-626-02-2622-0                                      |
| 10   | 2023年8月17日  | ISBN 978-4-8019-8118-8 | 2024年12月6日  | ISBN 978-626-02-2623-7                                      |
| 11   | 2024年1月17日  | ISBN 978-4-8019-8232-1 | 2025年1月6日   | ISBN 978-626-02-2624-4                                      |

## 電視動畫
本作会推出三个版本：一般电视播送版本为画面与声音全修正、通过AT-X卫星电视和DOCOMO动画商城播出版本为部分画面无修正、发售BD版本为音画无修正。

### 製作人員
- 原作：小野中彰大
- 導演：鈴木理人、大槻敦史
- 劇本統籌：木村暢
- 人物設定、總作畫監督：大瀧那佳
- 動畫製作：旭Production
- 製作：夢想成為魔法少女製作委員會

### 主題曲
片頭曲「My dream girls」
主唱：NACHERRY，作詞、作曲、編曲：Motokiyo
第13話同時作為插入曲使用。
片尾曲
主唱：瑪吉雅邪惡（和泉風花）、獵豹（古賀葵）、尼祿愛莉絲（杉浦栞），作詞、作曲、編曲：烏屋茶房
第10話起主唱加入洛可慕斯卡（相坂優歌）、萊貝爾布魯姆（津田美波）。
插入曲（第8話、第9話）
主唱：洛可慕斯卡（相坂優歌），作詞：小野中彰大，作曲、編曲：鈴木曉也

### 各話列表
| 話數      | 標題                          | 劇本     | 分鏡          | 演出       | 作畫監督 | 首播日期      |
| --------- | ----------------------------- | -------- | ------------- | ---------- | --- | ------------- |
| Episode01 | 邪惡的幹部誕生了嗎 （）       | 木村暢   | 鈴木理人      | 鈴木理人   | 樋口香住 山崎理璃花 服部憲知 青木真理子 重松佐和子 島崎克實 大野勉 拉普拉斯動畫 育松動畫製作有限會社                                              | 2024年 1月3日 |
| Episode02 | 她的名字是 瑪吉雅邪惡 （）    | 山田靖智 | 大槻敦史      | 神谷       | 久保山陽子 島崎克實 服部益實 重松佐和子 富山大輔 育松動畫製作有限會社 十文字 Shanghai Xuanzhou Culture Media Jumondou Wuxi Studio CL              | 1月10日       |
| Episode03 | 爆裂女孩獵豹 （）             | 木村暢   | 森葵          | 森葵       | 久保山陽子 富山大輔 大野勉 森葵 山崎理璃花 | 1月17日       |
| Episode04 | 最強偶像特雷絲瑪吉雅 （）     | 山田靖智 |               |            | 松下清志 南伸一郎 藤井文乃 服部益實 宍戶久美子 青木真理子 拉普拉斯動畫 Ritera Pictures 十文字 Shanghai Xuanzhou Culture Media                     | 1月24日       |
| Episode05 | 不可思議的尼祿愛莉絲 （）     | 木村暢   | 中山岳洋      | 山內東生雄 | 重松佐和子 島崎克實 大野勉 藤井文乃 櫻井木之實 | 1月31日       |
| Episode06 | 特雷絲瑪吉雅誕生秘辛 （）     | 木村暢   | 村木一隆 森葵 | 大塚隆寬   | 富山大輔 松下清志 松下純子 加藤真人 金茶彬 鄭賢眞 朴鎮光 閔始恩 韓邵而 Rad Plus                                                                   | 2月7日        |
| Episode07 | 逆境碧藍 （）                 | 木村暢   | 铃木理人      | 神谷       | 金茶彬 郑贤真 朴镇光 闵始恩 Jumondou Wuxi 十文字 Shanghai Xuanzhou Culture Media 育松动画制作有限会社 拉普拉斯动画                                | 2月14日       |
| Episode08 | 君王團現身 （）               | 木村暢   | 森葵          | 森葵       | 久保山陽子 大野勉 森 樋口香住 島崎克實 藤井文乃                                                                                                   | 2月21日       |
| Episode09 | 夢想成為偶像 （）             | 山田靖智 | 天城太        | 铃木理人   | 大飞龙狂一 大内正彦 服部益实 重松佐和子 松下清志 富山大辅 金茶彬 郑贤真 朴镇光 闵始恩 Studio CL 拉普拉斯动画 育松动画制作有限会社                 | 2月28日       |
| Episode10 | 洛可×莱贝 （）                | 木村畅   | 村木一隆      | 山内东生雄 | 岛崎克实 富山大辅 藤井文乃 樱井木之实 大内正彦 山崎理璃花 武游                                                                                    | 3月6日        |
| Episode11 | 梦想是征服世界！ （）         | 山田靖智 | 森葵          | 神谷       | 服部憲知 南伸一郎 服部益實 飯飼一幸 佐藤惠美 藤井文乃 久保山陽子 大內正彥 高橋晃平 拉普拉斯動畫 育鬆動畫製作有限會社                              | 3月13日       |
| Episode12 | 總帥瑪吉雅邪惡的決定 （）     | 木村畅   | 森葵          | 森葵       | 樋口香住 佐藤惠美 森葵 铃木知里 星美贺子 久保山阳子 岛崎克实 大野勉 十文字 Shanghai Xuanzhou Culture Media Jumondou Wuxi                          | 3月20日       |
| Episode13 | 果然還是夢想成為魔法少女 （） | 山田靖智 | 鈴木理人      | 鈴木理人   | 佐藤惠美 富山大輔 重松佐和子 藤井文乃 松下純子 樋口香住 大飛龍狂一 森葵 大內正彥 久保山陽子 山崎理璃花 Jumondou Wuxi Ritera Pictures 拉普拉斯動畫 | 3月27日       |

### 播映平台
| 播放日期              | 播放時間（UTC+9）               | 播放電視台 | 播放地區 | 備註     |
| --------------------- | ------------------------------- | ---------- | -------- | -------- |
| 2024年1月3日－3月27日 | 星期三 23:30－星期四 0:00       | AT-X       | 全国放送 | [ 註 4 ] |
| 2024年1月4日－3月28日 | 星期四 1:30－2:00（星期三深夜） | TOKYO MX   | 東京都   |          |
|                       |                                 | BS11       | 日本全域 | [ 註 5 ] |
|                       |                                 | SUN電視台  | 兵庫縣   |          |
|                       | 星期四 2:00－2:30（星期三深夜） | KBS京都    | 京都府   |          |

| 播映地區 | 播映平台       | 播映日期              | 播映時間              | 備註     |
| -------- | -------------- | --------------------- | --------------------- | -------- |
| 台灣     | 巴哈姆特動畫瘋 | 2024年1月3日－3月27日 | 星期三 23:30（UTC+8） | [ 註 6 ] |
| 台灣     | KKTV           | 2024年1月3日－3月27日 | 星期三 23:30（UTC+8） |          |
| 台灣     | friDay影音     | 2024年1月3日－3月27日 | 星期三 23:30（UTC+8） |          |
| 台灣     | Hami Video     | 2024年1月3日－3月27日 | 星期三 23:30（UTC+8） |          |
| 台灣     | 中華電信MOD    | 2024年1月3日－3月27日 | 星期三 23:30（UTC+8） | [ 註 6 ] |

### BD／DVD
| 卷數 | 發售日期      | 收錄話數            | 規格編號  | 規格編號  | 規格編號   | 封面人物                                  |
| 卷數 | 發售日期      | 收錄話數            | BD限定版  | BD通常版  | DVD通常版  | 封面人物                                  |
| ---- | ------------- | ------------------- | --------- | --------- | ---------- | ----------------------------------------- |
| 1    | 2024年3月27日 | Episode01—Episode04 | KAXA-8741 | KAXA-8751 | KABA-11481 | 水神小夜／瑪吉雅碧藍 柊舞緹娜／瑪吉雅邪惡 |
| 2    | 2024年4月24日 | Episode05—Episode08 | 不適用    | KAXA-8752 | KABA-11482 | 天川薰子／瑪吉雅硫磺 阿良河琪舞／獵豹     |
| 3    | 2024年5月29日 | Episode09—Episode13 | 不適用    | KAXA-8753 | KABA-11483 | 花菱遙／瑪吉雅洋紅 杜乃古里栖／尼祿愛莉絲 |

## 腳註
註釋
1. ↑  第1話表記為「邪惡女幹部」。
2. ↑  Aniplus Asia所代理的中文譯名。
3. 1 2 3  Aniplus在不同話數出現前一話的下集預告與該話使用了不同譯名，本列表採用該話所使用的譯名。
4. ↑  製作参加／CS放送／有重複播放。
5. ↑  BS放送／《ANIME+》節目。
6. 1 2   該播放平台有年齡限制。

資料來源
1. 1 2  . コミックナタリー. 2019-11-29  [2020-06-21]. （原始内容存档于2021-08-22） （日语）.
2. ↑  餅乾. . 4gamers. 2023-03-16  [2023-03-18]. （原始内容存档于2023-03-18） （中文（臺灣））.
3. ↑  @mahoako_anime.  (推文). 2024-10-05  [2024-10-05] –Twitter （日语）.
4. 1 2 3  . Comic Natalie. 2023-08-16  [2023-08-16]. （原始内容存档于2023-08-17） （日语）.
5. ↑  .  (). 2023-10-31  [2024-01-11]. （原始内容存档于2024-01-10） （日语）.
6. 1 2 3 4  . Comic Natalie. 2023-10-27  [2023-10-27]. （原始内容存档于2023-10-29） （日语）.
7. 1 2  . Comic Natalie. 2024-02-15  [2024-02-24]. （原始内容存档于2024-02-24） （日语）.
8. 1 2  . コミックナタリー (ナターシャ). 2023-12-03  [2024-01-04]. （原始内容存档于2024-01-02） （日语）.
9. ↑  . 電視動畫《夢想成為魔法少女》官方網站.   [2024-01-17]. （原始内容存档于2024-02-07） （日语）.
10. ↑  . NACHERRY OFFICIAL SITE. バンダイナムコミュージックライブ. 2023-10-08  [2024-01-04]. （原始内容存档于2024-05-27） （日语）.
11. ↑  . 電視動畫《夢想成為魔法少女》官方網站.   [2023-01-05]. （原始内容存档于2024-07-21） （日语）.
12. ↑  . 電視動畫《夢想成為魔法少女》官方網站.   [2024-01-05]. （原始内容存档于2024-02-07） （日语）.

漫畫
1. ↑  原作漫畫第6卷，Episode27。
2. ↑  原作漫畫第5卷，Episode23。
3. ↑  原作漫畫第1卷，Episode4。
4. ↑  原作漫畫第7卷，Episode31。

## 外部連結
- 漫畫官方網站 （日語）
- 小野中彰大的X（前Twitter） （日語）
- 電視动画官方网站 （日語）
- 《夢想成為魔法少女》動畫官方的X（前Twitter） （日語）